# Ennatosaurus
Ennatosaurus é um gênero de pelicossauro do Permiano Médio da Rússia. Há uma única espécie do gênero Ennatosaurus tecton. Era herbívoro.